# نيك باترورث
نيك باترورث (بالإنجليزية: Nick Butterworth)‏ هو رسام توضيحي وكاتب للأطفال وكاتب بريطاني، ولد في 1946 في London Borough of Brent ‏ في المملكة المتحدة.

## وصلات خارجية
- نيك باترورث على موقع ميوزك برينز (الإنجليزية)